# Del Lord
Del Lord, all'anagrafe Delmar Lord (Grimsby, 7 ottobre 1894 – Calabasas, 23 marzo 1970), è stato un regista, produttore cinematografico e sceneggiatore canadese.

## Biografia
Nato nella piccola città di Grimsby, nell'Ontario, Del Lord lasciò il Canada per trasferirsi a New York dove il canadese Mack Sennett gli offrì un lavoro nei suoi nuovi Keystone Studios. Lord, di conseguenza, lasciò New York per andare a Hollywood dove recitò in numerose comiche nel ruolo dell'autista dei Keystone Cops.
Quando gli fu data la possibilità di passare dietro la macchina da presa, ottenne un buon successo come regista, autore di numerose pellicole comiche della Keystone.

## Filmografia

### Regista
- Pals and Petticoats, co-regia di Melville W. Brown (1920)
- Topsy and Eva, co-regia (non accreditati) D.W. Griffith e Lois Weber (1927)
- Barnum Was Right (1929)
- Cold Turkey (1933)
- Femmine del mare (Rough, Tough and Ready) (1945)
- Trapped by Television (1936)
- Cold Turkey (1940)
- Should Husbands Marry? (1947)